# Milan Ondrík
Milan Ondrík (* 3. května 1980 Dolný Kubín) je slovenský filmový, televizní a divadelní herec.

## Životopis
Od dětství snil, že bude fotbalistou. Po svém dědovi zdědil výtvarný talent, proto se věnoval řezbářství. Studoval na Vysoké škole múzických umění v Bratislavě v ročníku pod vedením profesorů Petera Mankoveckého a Zuzany Kronerové.
Působil v Divadle Andreje Bagara v Nitře, od roku 2011 působí ve Slovenském národním divadle. Svými hereckými schopnostmi zaujal slovinského režiséra Diega de Breu, který ho následně obsadil do role Coriolana ve stejnojmenné hře Williama Shakespeara.
Během své herecké kariéry si zahrál vše od ruské klasiky přes slovenská díla po současné světové drama, např. Mrtvé duše, Statky-zmätky, Koniec hry a Portia Coughlan. Větší popularitu však získal ztvárněním postavy Nora v populárním slovenském seriálu Panelák.
Účinkuje v inscenacích jako Testosterón, Všetko za národ či Adam Šangala.
Společně se svou partnerkou, herečkou Zuzanou Moravcovou, žije v Nitře. Mají spolu tři děti.

## Filmografie

### Film
- 2002 Kruté radosti – role: Vinco
- 2008 Muzika – role: vrátný
- 2012 Tygři ve městě – role: Hyena
- 2013 Pán Ježiš na návšteve (TV film) – role: ?
- 2014 Jak jsme hráli čáru – role: tělocvikář Tomko
- 2015 Johančino tajemství (TV film) – role: kupec
- 2015 Eva Nová – role: Ďoďo
- 2017 Únos – role: chalanisko (Ivan Lexa)
- 2018 Sklep – role: poručík Varga
- 2019 Budiž světlo – role: dělník Milan Ďuriš
- 2020 Veterán (TV film) – role: Martin
- 2020 Bourák – role: mafián a pasák Vladko
- 2022 Černé na bílém koni – role: Bandy Koháry
- 2022 Stínohra – role: záchranář a boxer Jan Kavka
- 2023 Úsvit – role: vyšetřovatel Robert
- 2023 Bod obnovy – role: Viktor Toffer
- 2024 MIKI – role: Mikuláš Černák
- 2024 Ema a smrtihlav – role: kapitán Dušan
- 2025 ČERNÁK – role: Mikuláš Černák
- 2025 Otec – role: ?

### Televize
- 2008 Profesionálové (TV seriál) – role: ?
- 2008 Panelák (TV seriál) – role: Noro
- 2008 Kutyil s.r.o. (TV seriál) – role: Ananás
- 2009 Keby bolo keby (TV seriál, 5 dílů) – role: Lochnes
- 2012 Horúca krv (TV seriál) – role: Juraj Matúš
- 2013 Kolonáda (TV seriál) – role: Hromada
- 2014 Vdova (TV seriál, 6 dílů) – role: Andrej Danilov
- 2014 Superhrdinovia (TV seriál, díl: „Šupina“) – role: ?
- 2016 Za sklem (TV seriál, 6 dílů) – role: Juraj „Bongy“ Bongrád
- 2016 Atletiko Cvernofka (TV seriál) – role: Adrian Sečka
- 2017–2019 Marie Terezie (TV minisérie, 4 díly) – role: Leopold
- 2017 1890 (TV seriál, 16 dílů) – role: žandár Ondrík
- 2018 Vlci (TV seriál, 30 dílů) – role: Radovan Kráľovič
- 2021 Iveta (TV seriál, 8 dílů) – role: Adrián
- 2023 Vítěz (TV seriál, 6 dílů) – role: Michal Mráz
- 2024 Zrada (TV seriál, 10 dílů) – role: Jakub Polák

## Ocenění
- 2016 – Slnko v sieti za Nejlepší mužský herecký výkon v hlavní roli ve filmu Eva Nová
- 2019 – Cena Mezinárodního filmového festivalu Karlovy Vary za Nejlepší mužský herecký výkon ve filmu Budiž světlo
- 2020 – Slnko v sieti za Nejlepší mužský herecký výkon v hlavní roli ve filmu Budiž světlo
- 2023 – Slnko v sieti za Nejlepší mužský herecký výkon v hlavní roli ve filmu Stínohra (nominace)
- 2023 – Slnko v sieti za Nejlepší mužský herecký výkon v hlavní roli ve filmu Černé na bílém koni (nominace)
- 2024 – Slnko v sieti za Nejlepší mužský herecký výkon ve vedlejší roli ve filmu Úsvit (nominace)
- 2024 – Český lev za Nejlepší mužský herecký výkon ve vedlejší roli ve filmu Ema a smrtihlav (nominace)
- 2025 – Slnko v sieti za Nejlepší mužský herecký výkon ve vedlejší roli ve filmu Ema a smrtihlav
- 2025 – Slnko v sieti za Nejlepší mužský herecký výkon v hlavní roli ve filmu MIKI (nominace)